# Ariolica lineolata
Ariolica lineolata är en fjärilsart som beskrevs av Walker 1864. Ariolica lineolata ingår i släktet Ariolica och familjen trågspinnare. Inga underarter finns listade i Catalogue of Life.